# Gata salvaje
 (avril 2025).
 (aril 2025).
- Si vous ne connaissez pas le sujet, laissez ce bandeau (vous pouvez alors contacter les auteurs).
- Si vous supprimez le contenu mis en cause (vous pouvez préalablement contacter les auteurs),

argumentez précisément cette suppression dans la page de discussion
(un manque de référence n'est pas un argument ; une recherche réelle de référence doit avoir été effectuée, être formellement documentée).
Gata salvaje est une telenovela vénézuélienne-américaine diffusée en 2002-2003 sur Venevisión et Univision, produite par Fonovideo. Filmé à Miami, Floride (États-Unis).

## Distribution
- Marlene Favela : Rosaura Ríos Olivares/Gabriela
- Mario Cimarro : Luis Mario Arismendí
- Carolina Tejera : Eva Granados
- Ariel López Padilla : Patricio Rivera
- Marjorie de Sousa : Camelia Valente
- Mara Croatto : Eduarda Arismendí
- Sergio Catalán : Gabriel Valencia
- Adamari López : Karina Ríos
- Ana Karina Casanova : Luisana Montero Arismendí/Sirena
- Frances Ondiviela : María Julia Rodríguez
- Fernando Carrera : Rafael Granados
- Julio Alcázar : Anselmo Ríos
- Liliana Rodríguez : Panchita López
- Norma Zuñiga : Caridad Montes
- Marisela Buitrago : Claudia Olivares
- Juan Alfonso Baptista : Bruno Villalta
- Ada Bejar : Doña Cruz Olivares
- Sandro Finoglio : Maximiliano Robles
- Ismael la Rosa : Iván Ríos
- Sandra Itzel : Mayrita Ríos
- Silvana Arias (en) : Jimena Arismendí
- Virna Flores : Minerva Palacios de Robles
- César Román : Imanor Lander
- Carlos Cuervo : Fernando Islas
- Yoly Domínguez : Valeria Montemar
- Charlie Massó : Rodrigo Valencia
- Julio Capote : Samuel Tejar
- José Val : Abel Tapía
- Angie Russian : Laurita Montemar
- Jéssica Cerezo : Silvia Granados
- Dayana Garroz : Wendy Torres
- Silvestre Ramos : Julio Aldama
- Luisa Castro : Griselda Ortíz
- Isabel Moreno : Mercedes Salazar
- Agatha Morazzani : Charito Lander
- Carlos Mesber : Campesino Carlos
- Ana Lucía Domínguez : Adriana Villalta
- Rodrigo Vidal : Guillermo Valencia
- Diana Quijano : Sonia
- Christina Dieckmann : Estrella Marina Gutiérrez
- Nelida Ponce : Fidelia
- Viviana Gibelli : Jaqueline Tovar
- Osvaldo Ríos : Silvano Santana Castro
- Aura Cristina Geithner : Maribella Tovar

## Diffusion internationale
- Venevisión
- Saeta TV Canal 10
- Univision / Telefutura Telemundo
- Forta / Aragón TV TVE 1 La 2 TVE Internacional / Nova Clan TVE 8TV (Catalogne) La 1 RTVE Canal Nou Canal Nou Dos Canal Nou Internacional À Punt Mèdia
- Star Channel
- RedeTV!
- Galavisión
- Caracol Televisión
- TVN / Telecanal
- Antena Latina / Tele Antillas / Telesistema
- Panamericana Televisión
- Gama TV / TC Televisión
- TVN
- El Trece / Canal 9
- Telefuturo / SNT
- ABS-CBN ABS-CBN (chaîne de télévision) GMA Network (chaîne de télévision) TV5 (Philippines)
- Vision 2 Drama
- CCTV-8
- KBS1 KBS2 KBS World (chaîne de télévision) Seoul Broadcasting System SBS TV MBC TV Shinsegae JTBC Mnet (chaîne de télévision) MBC Every 1 MBC M TvN Story TVN (Corée du Sud) Arirang TV OCN (chaîne de télévision)
- TV3 (Malaisie)
- China Television Chinese Television System Taiwan Television SET Metro

### Sources
- (es) Cet article est partiellement ou en totalité issu de l’article de Wikipédia en espagnol intitulé « Gata salvaje » (voir la liste des auteurs).